# Хосуе Квіхано
Хосуе Квіхано (ісп. Josué Quijano; нар. 10 березня 1991, Масайя) — нікарагуанський футболіст, захисник клубу «Реал Естелі» та національної збірної Нікарагуа.

## Клубна кар'єра
У дорослому футболі дебютував 2010 року виступами за команду «КаРуНа РЛ» з другого дивізіону країни, в якій провів один сезон.
Своєю грою за цю команду привернув увагу представників тренерського штабу клубу «Вальтер Ферретті», до складу якого приєднався 2011 року. Відіграв за команду з Манагуа наступні чотири сезони своєї ігрової кар'єри.
До складу клубу «Реал Естелі» приєднався 2015 року. Відтоді встиг відіграти за команду з Естелі 69 матчів в національному чемпіонаті.

## Виступи за збірну
14 січня 2011 року дебютував в офіційних матчах у складі національної збірної Нікарагуа на Центральноамериканському кубку в зустрічі проти збірної Сальвадору (0:2).
У складі збірної був учасником розіграшу Золотого кубка КОНКАКАФ 2017 року у США, зігравши у всіх трьох матчах.